# Hutchins (Texas)
Hutchins es una ciudad ubicada en el condado de Dallas en el estado estadounidense de Texas. En el Censo de 2010 tenía una población de 5.338 habitantes y una densidad poblacional de 221,3 personas por km².

## Geografía
Hutchins se encuentra ubicada en las coordenadas 32°38′36″N 96°42′35″O / 32.64333, -96.70972. Según la Oficina del Censo de los Estados Unidos, Hutchins tiene una superficie total de 24.12 km², de la cual 23.55 km² corresponden a tierra firme y (2.35%) 0.57 km² es agua.

## Demografía
Según el censo de 2010, había 5.338 personas residiendo en Hutchins. La densidad de población era de 221,3 hab./km². De los 5.338 habitantes, Hutchins estaba compuesto por el 44.49% blancos, el 39.38% eran afroamericanos, el 0.84% eran amerindios, el 0.26% eran asiáticos, el 0.02% eran isleños del Pacífico, el 12.7% eran de otras razas y el 2.3% pertenecían a dos o más razas. Del total de la población el 35.28% eran hispanos o latinos de cualquier raza.

## Gobierno
Tiene la Cárcel Estatal de Hutchins (Hutchins State Jail), una prisión del Departamento de Justicia Criminal de Texas (TDCJ).

## Educación
El Distrito Escolar Independiente de Dallas gestiona las escuelas públicas que sirven a Hutchins.
- Escuela Primaria Wilmer-Hutchins
- Escuela Secundaria Kennedy-Curry
- Escuela Preparatoria Wilmer-Hutchins

Antes de 2005, el Distrito Escolar Independiente de Wilmer-Hutchins sirvió a Hutchins.